# Rashid Mandawa
Rashid Yussuf Mandawa (Tanga, 5 maggio 1994) è un calciatore tanzaniano, attaccante del BDF XI e della Nazionale tanzaniana.

## Carriera

### Club
Nel 2014, dopo aver giocato al Coastal Union, si trasferisce al Kagera Sugar. Nel 2015 viene acquistato dal Madwi. Nel 2016 passa al Mtibwa Sugar. Nel 2017 si trasferisce in Botswana, al BDF XI.

### Nazionale
Ha debuttato in Nazionale il 20 giugno 2015, in Tanzania-Uganda (0-3), sostituendo il compagno Frank Domayo al minuto 83.